# Boeing-Vertol CH-46
Der Boeing-Vertol 107 ist ein mittelschwerer Transporthubschrauber mit zwei Hauptrotoren in Tandemkonfiguration, der bis 2004 bei der US Navy und bis 2015 dem US Marine Corps unter der Bezeichnung CH-46 Sea Knight im Dienst stand. Einziger europäischer Nutzer war bis 2011 Schweden. In Kanada fliegen seit 2005 bei Columbia Helicopters noch einige zivil zugelassene Exemplare, die zuvor bis 2004 von den kanadischen Streitkräften betrieben wurden.
Seit 2023 verfügt Heliswiss International über eine solche Maschine und ist derzeit der einzige Nutzer in ganz Europa.

## Geschichte
Der Vertol 107 wurde für die Ausschreibung der US Army für einen Transporthubschrauber entwickelt und absolvierte seinen Erstflug unter der Bezeichnung YHC-1A am 22. April 1958. Insgesamt kann er 25 Passagiere transportieren. Der Rumpf war so ausgelegt, dass über die Heckrampe sperrige Frachtstücke oder leichte Geländefahrzeuge eingeladen werden können. Als Marinehubschrauber verfügt er über die Fähigkeit, bei minimalem Wellengang wassern zu können, ohne dass hierfür zusätzliche Schwimmer angebracht werden müssen. Der Rumpf ist entsprechend abgedichtet. Zur Verringerung der Arbeitsbelastung der Besatzung sind eine automatische Trimmung und Blindfluginstrumente eingebaut.
Die US Army interessierte sich nur für das größere Nachfolgermodell, den CH-47 Chinook. Die US Navy hingegen fand Interesse am CH/UH-46, woraufhin der verbesserte CH/UH-46 D mit neuen Turbinen entwickelt wurde. Durch nochmalige Verbesserungen der Triebwerke und der Avionik entstand der CH/UH-46 F, zurzeit läuft das E-Programm, das vorsieht, alle A-Modelle auf den E-Standard zu bringen. Die Navy musterte den Hubschrauber am 4. September 2004 endgültig aus. Im April 2014 absolvierte das Modell dann auch seinen letzten Flug im aktiven Dienst für das USMC und wurde vollständig durch das Kipprotorflugzeug Bell-Boeing V-22 ersetzt. Die verbliebenen Hubschrauber wurden in die Reserve versetzt. Bis zur letzten Fertigung im Februar 1971 wurden 524 Sea Knights gebaut.
Außerhalb der USA wurde der CH-46 bei der kanadischen Marine und Küstenwache unter der Bezeichnung CH-113 Labrador und CH-113A Voyageur eingesetzt und bei der schwedischen Marine unter dem Namen HKP-4, beide Modelle verwendeten Rolls-Royce-Turbinen. Weitere Nutzer sind oder waren Japan (militärisch), Saudi-Arabien und Thailand sowie diverse Airlines wie New York Airways und PanAm.
Kawasaki produzierte den CH-46 unter Lizenz und vertrieb ihn unter der Bezeichnung KV-107/II an zivile Betreiber, wo er unter anderem als Rettungs- und Feuerbekämpfungshubschrauber eingesetzt wurde oder wird.

## Varianten
Von allen Varianten wurden in beiden Fertigungsstätten insgesamt 525 Maschinen bis 1971 fertiggestellt.

### Zivile Varianten
- Model 107 Ein Prototyp wurde vom Hersteller in den USA gefertigt.
- Model 107-II Linienflughubschraubervariante für Linienflüge oder zur Versorgung von Bohrinseln. Nachdem zwei Prototypen gefertigt wurden, sind die nachfolgenden Maschinen als BV 107-II-2 bezeichnet worden. Es wurden von 1962 bis 1964 sechs Maschinen an New York Airways sowie im Jahr 1964 zwei an Pan American World Airways geliefert, die sie an New York Airways vermietete. Zehn Maschinen gingen an den Lizenznehmer Kawasaki als Bausätze.

### Militärische Varianten
Vereinigte Staaten (United States Army):
- YHC-1A Drei Testmaschinen für die U.S. Army und später vom USMC als HRB-1 und später als YCH-46C genutzt.
- YCH-46C Umbenennung der YHC-1A 1962. Zwei für die U.S. Army ausgeliefert und einer für die NASA für Tests von automatischen Landungen.

 Vereinigte Staaten (United States Air Force):
- UH-46B Entwicklung einer CH-46A für die HX/H2-Ausschreibung der USAF. Bestellung von Zwölf Maschinen 1962 widerrufen.

 Vereinigte Staaten (United States Marine Corps):
- Model 107M Prototyp für den Militärtransporter BV-107/II-2 des USMC.
- HRB-1 alte Bezeichnung der CH-46A
- CH-46A mittlerer taktischer Kampfzonen- und Rettungshubschrauber für das USMC (vorher als HRB-1 bezeichnet). 160 gebaut, davon eine nichtflugtaugliche Ausbildungsmaschine.
- CH-46D mittlerer taktischer Kampfzonen- und Rettungshubschrauber für das USMC mit General-Electric-T58-GE-10-Turbinen, 266 gebaut.

 Vereinigte Staaten (United States Navy):
- UH-46A mittlerer Mehrzwecktransporthubschrauber für die Versorgung von Schiffen, Ausrüstung wie CH-46A, 14 gebaut.
- HH-46A Rettungshubschrauber, Umrüstungen aus ca. 50 überschüssigen CH-46A.
- HH-46D Rettungshubschrauber. Umbau aus HH-46A und UH-46D mit externer Rettungswinde und Radar hinter dem Hauptfahrwerk für automatischen Schwebeflug über Wasser in der Nacht.
- RH-46A geplante Minenräumhubschraubervariante für die Navy.
- UH-46D mittlerer Mehrzwecktransporthubschrauber der Navy, dieselbe Ausrüstung wie CH-46D, eine umgebaut und zehn Neubauten.
- CH-46E mittlerer taktischer Kampfzonenhubschrauber, 275 umgebaut aus -A, -D, and -F Maschinen mit T58-GE-16-Turbine.
- HH-46E Rettungshubschrauber, Umrüstungen aus CH-46E.
- CH-46F verbesserte Variante, 174 gebaut.
- VH-46F inoffizielle Bezeichnung der VIP-CH-46F des HMX-1.
- CH-46X
- XH-49 alte Bezeichnung der CH-46B.

 Kanada (Royal Canadian Air Force):
- CH-113 Labrador
- CH-113A Voyageur

 Schweden (Svenska Flygvapnet):

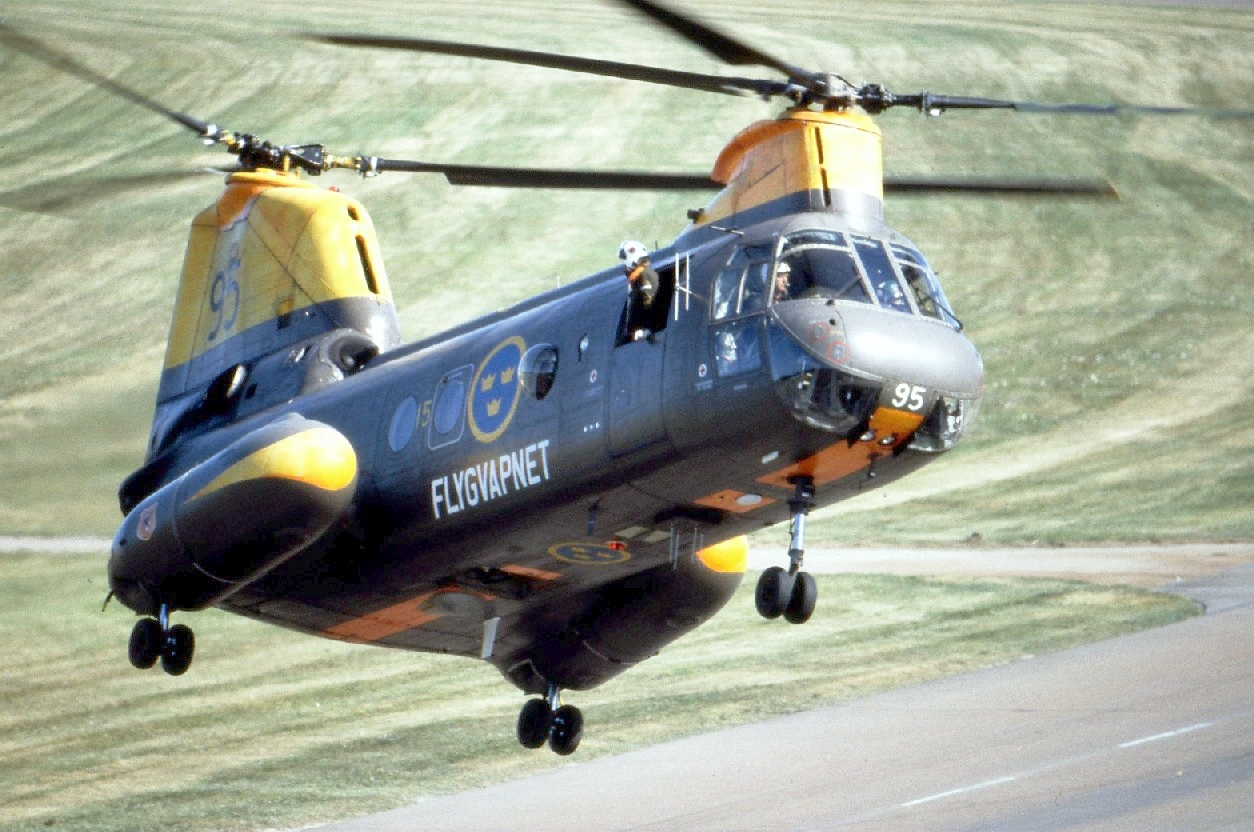
Der Rettungshubschrauber Hkp 4A der Svenska Flygvapnet

Die schwedische Luftwaffe hatte die zivile Variante gewählt und intern als Helikopter vier (HKP 4) bezeichnet.
- HKP 4A Rettungshubschrauber, BV-107-II-14, zehn ohne Triebwerke nach Schweden geliefert für Ausrüstung mit eigenen Triebwerken und Avionik.

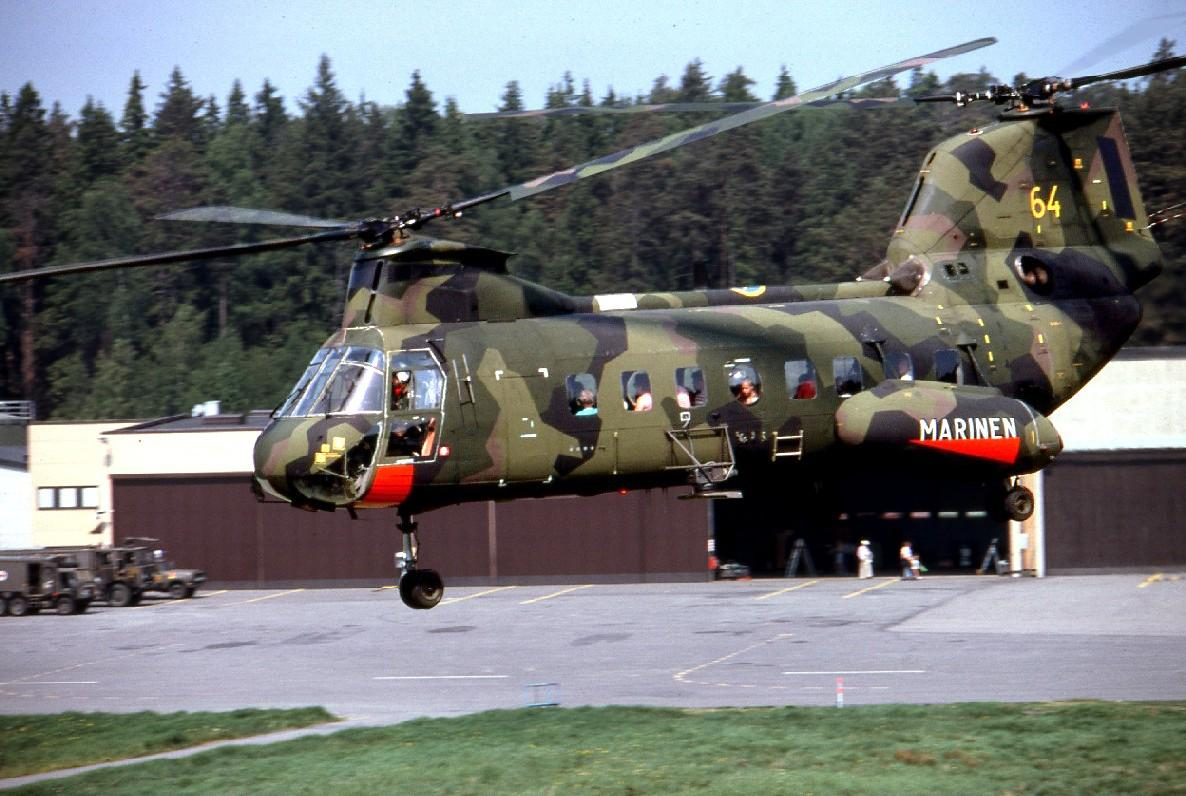
Der zivile Prototyp der Boeing-Vertol BV-107-II im Einsatz für die Svenska Marinen als HKP 4B

- HKP 4B Marinevariante der BV 107-II-15 mit Ausrüstung zum Seeminenleger, U-Bootjäger und Rettungshubschrauber. Es wurden drei Maschinen neu gebaut und eine aus dem zivilen Prototyp umgebaut.
- HKP 4C Marinevariante der Kawasaki KV-107-II-16 mit erweiterten Fähigkeiten zum Minenlegen, U-Bootjagd und Seerettung. Es wurden acht Maschinen gebaut.
- HKP 4D Marinevariante für U-Boot-Jagd und Seerettung, Umbau aus HKP 4A für die Marine.

 Japan (Luftselbstverteidigungsstreitkräfte):
- KV-107II-1 (CT58-110-1)
- KV-107II-2 (CT58-110-1)
- KV-107IIA-2 (CT58-140-1)
- KV-107II-3 (CT58-110-1)
- KV-107IIA-3 (CT58-IHI-10-M1)
- KV-107II-4 (CT58-IHI-110-1)
- KV-107II-4A (CT58-IHI-110-1)
- KV-107IIA-4 (CT58-IHI-140-1)
- KV-107II-5 (CT58-IHI-110-1)

## Bewaffnung

### Türlafettierte Waffen
- 2 × 12,7-mm-Maschinengewehr Browning M2 mit 110 Schuss Munition (CH-46) in den Seitentüren
- 1 × 7,62-mm-Maschinengewehr FN M240D mit 100 Schuss Munition (CH-46) auf der Heckrampe

### Luft-Boden-Freifallmunition
- 6 × Wasserbombe Sjb 11
- 6 × Wasserbombe Sjb 51[3]
- 4 × leichter Torpedo Saab Dynamics Tp 432
- 4 × leichter Torpedo Typ 451 (ubåtsjakttorped)

### Täuschkörper
- 2 × AN/ALE-39/47-Täuschkörperwerfer
- 2 × BOP-300-Täuschkörperwerfer[4]

## Technische Daten

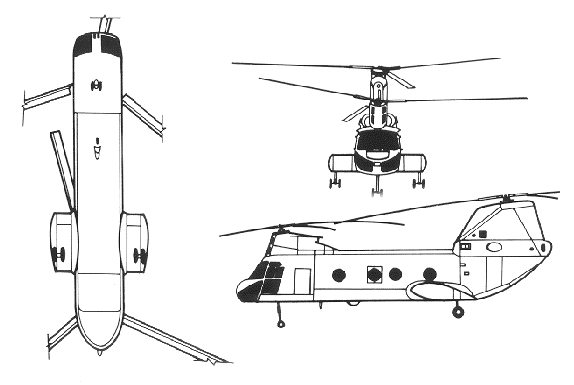
Risszeichnung des CH-46

| Kenngröße             | Daten                                                |
| --------------------- | ---------------------------------------------------- |
| Besatzung             | 2–5                                                  |
| Passagiere            | 24                                                   |
| Rotordurchmesser      | 2 × 15,54 m                                          |
| Länge                 | 13,92 m                                              |
| Triebwerke            | 2 Turbinen General Electric T58-GE-16 (je 1.870 WPS) |
| Leergewicht           | 7.048 kg                                             |
| max. Startgewicht     | 11.022 kg                                            |
| Tankkapazität         | 2.360 Liter                                          |
| Höchstgeschwindigkeit | 267 km/h                                             |
| Reisegeschwindigkeit  | 248 km/h                                             |
| Reichweite            | 633 km mit 1.088 kg (2.400 lb) Zuladung              |